# Championnat de Russie de rugby à XV 2020-2021
Navigation
Championnat de Russie 2019 Championnat de Russie 2021-2022
Le championnat de Russie de rugby à XV 2020-2021 ou en russe Премьер-лига регби 2020-2021 (Premyer Liga Regby 2020-2021) est une compétition de rugby à XV qui oppose les dix meilleurs clubs russe. La compétition comporte une phase de poule (matchs en aller simple), et se termine par des phases finales sur le modèle du Top 14.		

## Liste des équipes en compétition
| VVA Podmoskovye Enisey-STM Krasny Yar Slava CSKA Novokouznetsk Krasnodar Taganrog Penza Kazan |

| Équipe                  | Stade                           | Capacité | Ville         |
| ----------------------- | ------------------------------- | -------- | ------------- |
| VVA Podmoskovye         | Stade de rugby de Monino        | 1 500    | Monino        |
| Enisey-STM              | Stade Avangard                  | 2 643    | Krasnoïarsk   |
| Krasny Yar Krasnojarsk  | Stade Krasny Yar                | 3 350    | Krasnoïarsk   |
| Slava Moscou            | Stade RK Slava                  | 2 000    | Moscou        |
| Bogatyrs Krasnodar      | Stade Trud                      | 3 000    | Krasnodar     |
| Metallurg Novokouznetsk | Stade de rugby de Novokouznetsk |          | Novokouznetsk |
| Bulava Taganrog         | Stade Raduga                    | 1 000    | Taganrog      |
| Lokomotiv Penza         | Stade Pervomaisky               | 5 000    | Penza         |
| RC CSKA Moscou          | Stade Sportivniy Gorodok        | 1 872    | Moscou        |
| Strela Kazan            | Stade Tulpar                    | 3 275    | Kazan         |

## Résumé des résultats

### Classement de la phase régulière
| Rang | Club                    | J | V | N | D | Bo | Bd | Pm  | Pe  | Diff | Pts |
| ---- | ----------------------- | - | - | - | - | -- | -- | --- | --- | ---- | --- |
| 1    | Lokomotiv Penza         | 9 | 8 | 0 | 1 | 3  | 0  | 268 | 115 | +153 | 35  |
| 2    | Krasny Yar              | 9 | 7 | 1 | 1 | 3  | 1  | 202 | 120 | +82  | 34  |
| 3    | Enisey-STM (T)          | 9 | 7 | 0 | 2 | 3  | 0  | 245 | 145 | +100 | 31  |
| 4    | VVA Podmoskovye         | 9 | 6 | 0 | 3 | 3  | 3  | 313 | 155 | +158 | 30  |
| 5    | Metallurg Novokouznetsk | 9 | 5 | 1 | 3 | 2  | 0  | 164 | 141 | +23  | 24  |
| 6    | Strela Kazan            | 9 | 4 | 0 | 5 | 3  | 3  | 303 | 171 | +132 | 22  |
| 7    | Slava Moscou            | 9 | 4 | 0 | 5 | 2  | 2  | 225 | 218 | +7   | 20  |
| 8    | Bulava Taganrog         | 9 | 2 | 0 | 7 | 0  | 0  | 135 | 312 | -177 | 8   |
| 9    | CKSA Moscou             | 9 | 1 | 0 | 8 | 1  | 1  | 120 | 265 | -145 | 6   |
| 10   | Bogatyrs Krasnodar      | 9 | 0 | 0 | 9 | 0  | 1  | 84  | 417 | -333 | 1   |

|  | Qualifiés pour les demi finales (no 1, no 2)         |
|  | Qualifiés pour les barrages (no 3, no 4, no 5, no 6) |
|  | T : tenant du titre 2019                             |

Attribution des points : victoire sur tapis vert : 5, victoire : 4, match nul : 2, défaite : 0, forfait : -2 ; plus les bonus (offensif : 4 essais marqués ; défensif : défaite par 7 points d'écart ou moins).		

## Résultats détaillés

### Phase régulière
L'équipe qui reçoit est indiquée dans la colonne de gauche.		
| Clubs                   | CSK   | ENY   | KRA   | KRY   | NOV   | PEN   | SLA   | STR   | TAG   | VVA   |
| ----------------------- | ----- | ----- | ----- | ----- | ----- | ----- | ----- | ----- | ----- | ----- |
| RC CSKA Moscou          |       |       | 37-10 | 19-24 |       | 0-52  | 16-28 |       |       |       |
| Enisey-STM              | 26-14 |       |       | 14-27 | 14-5  |       |       | 38-23 |       | 24-22 |
| Bogatyrs Krasnodar      |       | 3-35  |       | 13-49 | 5-14  |       | 21-55 |       |       |       |
| Krasny Yar Krasnojarsk  |       |       |       |       |       | 19-7  | 10-13 | 14-12 | 26-12 |       |
| Metallurg Novokouznetsk | 27-9  |       |       | 9-9   |       | 21-37 | 22-5  |       |       |       |
| Lokomotiv Penza         |       | 26-17 | 54-0  |       |       |       |       | 27-20 | 31-11 | 18-12 |
| Slava Moscou            |       | 22-25 |       |       |       | 15-16 |       |       | 49-27 | 19-46 |
| Strela Kazan            | 50-8  |       | 59-0  |       | 12-21 |       | 35-19 |       | 66-12 |       |
| Bulava Taganrog         | 16-3  | 3-52  | 31-27 |       | 9-34  |       |       |       |       | 14-24 |
| VVA Podmoskovye         | 32-14 | 83-5  |       | 21-24 | 41-11 |       |       | 32-26 |       |       |

|  | Victoire à domicile |  | Match nul |  | Défaite à domicile |

### Phase finale

#### Matchs pour le titre
|  | Barrage                 | Barrage                 | Barrage                 | Barrage                 |                 |                 | Demi-finales | Demi-finales | Demi-finales | Demi-finales |            |            | Finale | Finale | Finale | Finale |
|  |                         |                         |                         |                         |                 |                 |              |              |              |              |            |            |        |        |        |        |
|  |                         |                         |                         |                         |                 |                 |              |              |              |              |            |            |        |        |        |        |
|  |                         |                         |                         |                         |                 |                 |              |              |              |              |            |            |        |        |        |        |
|  |                         |                         |                         |                         |                 |                 |              |              |              |              |            |            |        |        |        |        |
|  |                         |                         |                         |                         |                 |                 |              |              |              |              |            |            |        |        |        |        |
|  |                         |                         |                         |                         |                 |                 |              |              |              |              |            |            |        |        |        |        |
|  | Lokomotiv Penza         | Lokomotiv Penza         | 30a. p.                 | 27                      |                 |                 |              |              |              |              |            |            |        |        |        |        |
|  | Lokomotiv Penza         | Lokomotiv Penza         | 30a. p.                 | 27                      |                 |                 |              |              |              |              |            |            |        |        |        |        |
|  |                         |                         | Metallurg Novokouznetsk | Metallurg Novokouznetsk | 27              | 15              |              |              |              |              |            |            |        |        |        |        |
|  | VVA Podmoskovye         | VVA Podmoskovye         | Metallurg Novokouznetsk | Metallurg Novokouznetsk | 27              | 15              | 14           | 22           |              |              |            |            |        |        |        |        |
|  | VVA Podmoskovye         | VVA Podmoskovye         |                         |                         |                 |                 |              | 22           |              |              |            |            |        |        |        |        |
|  | Metallurg Novokouznetsk | Metallurg Novokouznetsk | 26                      | 16                      |                 |                 |              |              |              |              |            |            |        |        |        |        |
|  | Metallurg Novokouznetsk | Metallurg Novokouznetsk | 26                      | 16                      | Lokomotiv Penza | Lokomotiv Penza | 6            | 13           |              |              |            |            |        |        |        |        |
|  |                         |                         |                         |                         | Lokomotiv Penza | Lokomotiv Penza | 6            | 13           |              |              |            |            |        |        |        |        |
|  |                         |                         | Enisey-STM              | Enisey-STM              | 48              | 29              |              |              |              |              |            |            |        |        |        |        |
|  | Enisey-STM              | Enisey-STM              | Enisey-STM              | Enisey-STM              | 48              | 29              | 40           | 48           |              |              |            |            |        |        |        |        |
|  | Enisey-STM              | Enisey-STM              |                         |                         |                 |                 |              |              |              |              |            |            |        |        |        |        |
|  | Strela Kazan            | Strela Kazan            | 7                       | 3                       |                 |                 |              |              |              |              |            |            |        |        |        |        |
|  | Strela Kazan            | Strela Kazan            | 7                       | 3                       | Krasny Yar      | Krasny Yar      | 6            | 15           | 3ème place   | 3ème place   | 3ème place | 3ème place |        |        |        |        |
|  |                         |                         |                         |                         | Krasny Yar      | Krasny Yar      | 6            | 15           | 3ème place   | 3ème place   | 3ème place | 3ème place |        |        |        |        |
|  |                         |                         | Enisey-STM              | Enisey-STM              | 15              | 39              |              |              |              |              |            |            |        |        |        |        |
|  |                         |                         |                         |                         | 15              | 39              |              |              |              |              |            |            |        |        |        |        |
|  |                         |                         |                         |                         |                 |                 |              | Krasny Yar   | Krasny Yar   | 11           | 21         |            |        |        |        |        |
|  |                         |                         |                         |                         |                 |                 |              | Krasny Yar   | Krasny Yar   | 11           | 21         |            |        |        |        |        |
|  | Metallurg Novokouznetsk | Metallurg Novokouznetsk | 13                      | 7                       |                 |                 |              |              |              |              |            |            |        |        |        |        |
|  |                         |                         |                         |                         |                 |                 |              |              |              |              |            |            |        |        |        |        |

##### Résultats détaillés

###### Barrages
| Samedi 3 octobre 2020 | Metallurg Novokouznetsk | 26-14 (20-0) | VVA Podmoskovye | Stade de rugby de Novokouznetsk, Novokouznetsk |
| Samedi 3 octobre 2020 | Essai(s) : 2 Derksen (15e), Sukhashvili (18e) Transformation(s) : 2 Pronin (16e, 19e) Pénalité(s) : 4 Pronin (12e, 40e, 59e, 66e) Carton(s) jaune(s) : 1 Sukhashvili (63e) |              | Essai(s) : 2 Golosnitskiy (69e, 79e) Transformation(s) : 2 Malaguradze (70e, 79e) Carton(s) jaune(s) : 2 Podrezov (33e), Malaguradze (57e) | Stade de rugby de Novokouznetsk, Novokouznetsk |
| Samedi 3 octobre 2020 | |              | | Stade de rugby de Novokouznetsk, Novokouznetsk |

| Samedi 24 avril 2021 | VVA Podmoskovye                                                                                                   | 22-16 (15-8) | Metallurg Novokouznetsk                                                                                   | Stade de rugby de Monino, Monino |
| Samedi 24 avril 2021 | Essai(s) : 3 Nikitine (13e, 39e, 54e) Transformation(s) : 2 Eksteen (en) (40e, 56e) Pénalité(s) : 1 Eksteen (22e) |              | Essai(s) : 2 Kozlovskiy (2e, 52e) Pénalité(s) : 2 Pronin (32e, 47e) Carton(s) jaune(s) : 1 Berdzuli (38e) | Stade de rugby de Monino, Monino |
| Samedi 24 avril 2021 | |              | | Stade de rugby de Monino, Monino |

| Mardi 16 avril 2021 | Strela Kazan                                                     | 7-40 (0-26) | Enisey-STM | Stade Tulpar, Kazan |
| Mardi 16 avril 2021 | Essai(s) : 1 Tromp (68e) Transformation(s) : 1 Marais (en) (69e) |             | Essai(s) : 6 Simplikevich (en) (4e, 41e, 50e), Mikhaltsov (24e), Elgin (en) (27e), Churashov (31e) Pénalité(s) : 5 Gaïssine (en) (5e, 28e, 32e, 42e, 51e) Carton(s) jaune(s) : 2 Olivier (en) (13e), Musin (17e) | Stade Tulpar, Kazan |
| Mardi 16 avril 2021 |                                                                  |             | | Stade Tulpar, Kazan |

| Vendredi 23 avril 2021 | Enisey-STM | 48-3 (29-0) | Strela Kazan                                                           | Stade Avangard, Krasnoïarsk |
| Vendredi 23 avril 2021 | Essai(s) : 7 du Preez (en) (10e, 20e), Douwrie (en) (31e), Gachechiladze (39e), Mikhaltsov (45e), Bitiev (54e), Churashov (61e) Pénalité(s) : 5 Maslov (11e, 21e, 40e, 55e, 61e) Drop(s) : 1 Maslov (30e) Carton(s) jaune(s) : 2 Oosthuizen (19e), Seryakov (64e) |             | Pénalité(s) : 1 Marais (en) (43e) Carton(s) jaune(s) : 1 Davudov (31e) | Stade Avangard, Krasnoïarsk |
| Vendredi 23 avril 2021 | |             |                                                                        | Stade Avangard, Krasnoïarsk |

###### Demi-finales
| Samedi 1er mai 2021 | Metallurg Novokouznetsk | 27-30 a. p. (10-17) | Lokomotiv Penza | Stade de rugby de Novokouznetsk, Novokouznetsk |
| Samedi 1er mai 2021 | Essai(s) : 3 Ratiashvili (11e), Sychev (58e), Derksen (64e) Transformation(s) : 3 Pronin (12e, 59e, 65e) Pénalité(s) : 2 Pronin (29e, 78e) |                     | Essai(s) : 4 van Rooyen (en) (2e), Gresev (35e), Karzanov (52e), Tsirekidze (75e) Transformation(s) : 2 Yanyushkin (3e, 36e) Pénalité(s) : 2 Yanyushkin (21e), Brodzeli (90e) | Stade de rugby de Novokouznetsk, Novokouznetsk |
| Samedi 1er mai 2021 | |                     | | Stade de rugby de Novokouznetsk, Novokouznetsk |

| Dimanche 9 mai 2021 | Lokomotiv Penza | 27-15 (17-10) | Metallurg Novokouznetsk                                    | Stade Pervomaisky, Penza |
| Dimanche 9 mai 2021 | Essai(s) : 3 Gresev (8e), Spanderashvili (29e), Donadze (51e) Transformation(s) : 3 Yanyushkin (9e, 30e, 52e) Pénalité(s) : 2 Yanyushkin (12e, 44e) Carton(s) jaune(s) : 3 Tsirekidze (47e), Zharkov (63e), Donadze (76e) |               | Essai(s) : 3 Kechikovi (5e), Sychev (25e), Kozlovsky (77e) | Stade Pervomaisky, Penza |
| Dimanche 9 mai 2021 | |               |                                                            | Stade Pervomaisky, Penza |

| Lundi 3 mai 2021 | Enisey-STM | 15-6 (3-0) | Krasny Yar                                                                  | Stade Avangard, Krasnoïarsk |
| Lundi 3 mai 2021 | Essai(s) : 2 Gaïssine (en) (51e), Meskhi (74e) Transformation(s) : 1 Gaïssine (52e) Pénalité(s) : 1 Gaïssine (14e) |            | Pénalité(s) : 2 Kushnarev (65e, 72e) Carton(s) jaune(s) : 1 Khudyakov (30e) | Stade Avangard, Krasnoïarsk |
| Lundi 3 mai 2021 | |            |                                                                             | Stade Avangard, Krasnoïarsk |

| Lundi 10 mai 2021 | Krasny Yar | 15-39 (10-11) | Enisey-STM | Stade Krasny Yar, Krasnoïarsk |
| Lundi 10 mai 2021 | Essai(s) : 2 Pruidze (28e), Zono (en) (78e) Transformation(s) : 1 Kushnarev (29e) Pénalité(s) : 1 Kushnarev (2e) |               | Essai(s) : 5 du Preez (en) (22e), Meskhi (57e, 71e), Simplikevich (en) (76e), Baryshnikov (80e) Transformation(s) : 4 Gaïssine (en) (52e, 72e, 77e, 80e) Pénalité(s) : 2 Gaïssine (13e, 18e) | Stade Krasny Yar, Krasnoïarsk |
| Lundi 10 mai 2021 | |               | | Stade Krasny Yar, Krasnoïarsk |

###### Finale
| 23 mai 2021 12h30 | Enisey-STM | 48-6 (24-6) | Lokomotiv Penza                           | Stade Avangard, Krasnoïarsk |
| 23 mai 2021 12h30 | Essai(s) : 6 Simplikevich (en) (3e, 54e), Elgin (en) (16e), Meskhi (34e), Olivier (en) (51e), du Preez (en) (78e) Transformation(s) : 6 Gaisin (en) (4e, 17e, 35e, 52e, 55e, 80e) Pénalité(s) : 2 Gaisin (28e, 64e) |             | Pénalité(s) : 2 Yanyushkin (en) (6e, 12e) | Stade Avangard, Krasnoïarsk |
| 23 mai 2021 12h30 | |             |                                           | Stade Avangard, Krasnoïarsk |

| Titulaires · Aleksandr Budychenko 15 · Alexey Mikhaltsov 14 · Denis Simplikevich (en) 13 · Dimitri Gerasimov 12 · Davit Meskhi 11 · Ramil Gaisin (en) 10 · Alexey Shcherban 9 · Carel du Preez (en) 8 · Friedle Olivier (en) 7 · Mikheil Gachechiladze 6 · Evgeny Elgin (en) 5 · Anton Makarenko 4 · NJ Oosthuizen (en) 3 · Peter Jacobs 2 · Azamat Bitiev 1 · Remplaçants · Shamil Magomedov 16 · Nikita Baryshnikov 17 · Innokenty Zykov 18 · Pavel Butenko 19 · Nikita Churashov 20 · Konstantin Uzunov 21 · Jurijs Baranovs 22 · Andrey Temnov 23 · |  | Titulaires 15 Dmitry Sukhin 14 Alexander Gudok 13 Ilya Babaev 12 Nika Tsirekidze 11 Valery Khlutkov 10 Sergey Yanyushkin (en) 9 Rudi van Rooyen (en) 8 Viktor Gresev 7 Ilia Spanderashvili 6 Alexey Bashev 5 German Silenko 4 Vadim Zharkov 3 Tariel Donadze 2 Giorgi Chkoidze 1 Sergey Sekisov Remplaçants 16 Ivan Mochalov 17 Mikhail Smagin 18 Alexey Titov 19 James Down (en) 20 Denis Nosachev 21 Rushan Yagudin 22 Revazi Brodzeli 23 Vladislav Perestyak |

| 30 mai 2021 17h00 | Lokomotiv Penza | 13-29 (6-12) | Enisey-STM | Stade Pervomaisky, Penza |
| 30 mai 2021 17h00 | Essai(s) : 1 Rushan Yagudin (74e) Transformation(s) : 1 Yanyushkin (en) (75e) Pénalité(s) : 2 Yanyushkin (12e, 16e) |              | Essai(s) : 5 Elgin (en) (25e), Simplikevich (en) (40e), Olivier (en) (44e), Alexey Mikhaltsov (47e), Konstantin Uzunov (80e) Pénalité(s) : 2 Gaisin (en) (40e) , Aleksandr Budychenko (80e) | Stade Pervomaisky, Penza |
| 30 mai 2021 17h00 | |              | | Stade Pervomaisky, Penza |

| Titulaires · Alexander Gudok 15 · Andreï Karzanov 14 · Ilya Babaev 13 · Nika Tsirekidze 12 · Valery Khlutkov 11 · Sergey Yanyushkin (en) 10 · Rudi van Rooyen (en) 9 · Viktor Gresev 8 · Ilia Spanderashvili 7 · Alexey Bashev 6 · James Down (en) 5 · Vadim Zharkov 4 · Tariel Donadze 3 · Giorgi Chkoidze 2 · Sergey Sekisov 1 · Remplaçants · Ivan Mochalov 16 · Mikhail Smagin 17 · Alexey Titov 18 · Denis Nosachev 19 · Vladislav Perestyak 20 · Pavel Kurayev 21 · Revazi Brodzeli 22 · Rushan Yagudin 23 · |  | Titulaires · 15 Nikita Churashov · 14 Alexey Mikhaltsov · 13 Denis Simplikevich (en) · 12 Dimitri Gerasimov · 11 Davit Meskhi · 10 Ramil Gaisin (en) · 9 Alexey Shcherban · 8 Carel du Preez (en) · 7 Friedle Olivier (en) · 6 Mikheil Gachechiladze · 5 Evgeny Elgin (en) · 4 Anton Makarenko · 3 NJ Oosthuizen (en) · 2 Peter Jacobs · 1 Azamat Bitiev · Remplaçants · 16 Shamil Magomedov · 17 Nikita Baryshnikov · 18 Stepan Seryakov · 19 Vitaly Nemtsev · 20 Aleksandr Budychenko · 21 Konstantin Uzunov · 22 Jurijs Baranovs · 23 Andrey Temnov · |

#### 5eplace
| Équipe 1        | Score | Équipe 2     | Aller | Retour |
| --------------- | ----- | ------------ | ----- | ------ |
| VVA Podmoskovye | 47-40 | Strela Kazan | 22-18 | 25-22  |

#### 7eplace
|  | Demi-finales       | Demi-finales       | Demi-finales   | Demi-finales   |              |              | 7ème place | 7ème place | 7ème place | 7ème place |
|  |                    |                    |                |                |              |              |            |            |            |            |
|  |                    |                    |                |                |              |              |            |            |            |            |
|  | Slava Moscou       | Slava Moscou       | 29             | 35             |              |              |            |            |            |            |
|  | Slava Moscou       | Slava Moscou       | 29             | 35             |              |              |            |            |            |            |
|  | Bogatyrs Krasnodar | Bogatyrs Krasnodar | 13             | 19             |              |              |            |            |            |            |
|  | Bogatyrs Krasnodar | Bogatyrs Krasnodar | 13             | 19             | Slava Moscou | Slava Moscou | 19         | 20         |            |            |
|  |                    |                    |                |                | Slava Moscou | Slava Moscou | 19         | 20         |            |            |
|  |                    |                    | RC CSKA Moscou | RC CSKA Moscou | 15           | 16           |            |            |            |            |
|  | Bulava Taganrog    | Bulava Taganrog    | RC CSKA Moscou | RC CSKA Moscou | 15           | 16           | 10         | 0          |            |            |
|  | Bulava Taganrog    | Bulava Taganrog    |                |                |              |              |            | 0          |            |            |
|  | RC CSKA Moscou     | RC CSKA Moscou     | 71             | 30             |              |              |            |            |            |            |
|  | RC CSKA Moscou     | RC CSKA Moscou     | 71             | 30             |              |              |            |            |            |            |